# Kumer
Kumer je 164. najbolj pogost priimek v Sloveniji, ki ga je po podatkih Statističnega urada Republike Slovenije na dan 31. decembra 2007 uporabljalo 1.029 oseb, na dan 1. januarja 2010 pa 1.014 oseb.

## Znani nosilci priimka
- Anica Kumer (*1945), gledališka igralka
- Bojan Kumer (*1972), elektroenergetik, politik (minister)
- Domen Kumer (*1983), pop-pevec in glasbenik (bas kitarist)
- Drago Kumer (1926—1994), pisatelj, učitelj, šolnik, amaterski gledališčnik
- Dušan Kumer (*1949), politik
- Franjo Kumer (1920—1981), igralec
- Friderik/Fric/Mirko Kumer (1917—?), gospodarstvenik na Koroškem, Tischlerjev nagrajenec
- Janko (Ivan) Kumer, zgodovinar
- Jože Kumer (*1953), slikar
- Karel Kumer (1905—1950), smučar, atlet, telovadec
- Laura Kumer, pevka
- Marko Kumer, muzealec, glasbeni urednik za jazz iz Kamnika
- Marko Kumer - Murč (*1980), (stand-up) komik, video &večmedijski umetnik (filmski producent, režiser in scenarist)
- Mirko Kumer - Črčej (1910—1981), narodni delavec na Koroškem
- Nada Kumer, TV-novinarka
- Srečko Kumer (1888—1954), zborovodja in glasbeni pedagog
- Vojko Kumer, slikar (iz Malahorne)
- Zmaga Kumer (1924—2008), etnomuzikologinja in folkloristka